# Robert Morey
Robert Willis "Bob" Morey, Jr. (ur. 23 sierpnia 1936 w Cleveland, zm. 18 stycznia 2019) – amerykański wioślarz, mistrz olimpijski.
Wystąpił na igrzyskach olimpijskich w Melbourne w 1956, gdzie Amerykanie w składzie: Thomas Charlton, David Wight, John Cooke, Donald Beer, Caldwell Eselstyn, Charles Grimes, Rusty Wailes, Robert Morey i William Beklean (sternik) zdobyli złoty medal w ósemkach. W wyścigu finałowym o 1,9 sekundy wyprzedzili Kanadyjczyków i o 4 sekundy pokonali Australijczyków. Był to jego jedyny start olimpijski.
Kształcił się na Uniwersytecie Yale i Harvard Business School. W międzyczasie służył jako nawigator w United States Navy osiągając stopień podporucznika marynarki. 